# HD 9780
HD 9780，又名BD+16 176，SAO 92531、HR 457，是一颗恒星，视星等为5.8，位于銀經137.79，銀緯-44.15，其B1900.0坐标为赤經1h 30m 30s，赤緯+16° -44.15′ 19″。